# Liga Națională femenina
La Liga Națională femenina, es una competición entre clubes de balonmano en categoría femenina, de Rumania. La liga, que es la primera división del balonmano femenino, está gestionada por la Federación Rumana de Balonmano y está compuesta de catorce equipos.

## Clubes 2022-23
- Minaur Baia Mare
- CS Gloria 2018 Bistrița-Năsăud
- Corona Brașov
- Dunărea Brăila
- CSM București
- Rapid București
- Gloria Buzău
- Măgura Cisnădie
- Universitatea Cluj-Napoca
- SCM Craiova
- SCM Râmnicu Vâlcea
- CSM Slatina
- HCM Slobozia
- HC Zalău

## Palmarés[1]
| Edición | Equipo Vencedor         |
| ------- | ----------------------- |
| 1958-59 | Progresul Bucarest      |
| 1959-60 | Stiinta Bucarest        |
| 1960-61 | Rapid Bucarest          |
| 1961-62 | Rapid Bucarest          |
| 1962-63 | Rapid Bucarest          |
| 1963-64 | Stiinta Timisoara       |
| 1964-65 | Stiinta Bucarest        |
| 1965-66 | Universitatea Timisoara |
| 1966-67 | Rapid Bucarest          |
| 1967-68 | Universitatea Timisoara |
| 1968-69 | Universitatea Timisoara |
| 1969-70 | Universitatea Timisoara |
| 1970-71 | Universitatea Timisoara |
| 1971-72 | Universitatea Timisoara |
| 1972-73 | IEFS Bucarest           |
| 1973-74 | IEFS Bucarest           |
| 1974-75 | Universitatea Timisoara |
| 1975-76 | Universitatea Timisoara |
| 1976-77 | Universitatea Timisoara |
| 1977-78 | Universitatea Timisoara |
| 1978-79 | Stiinta Bacau           |
| 1979-80 | Stiinta Bacau           |
| 1980-81 | Rulmentul Brasov        |
| 1981-82 | Stiinta Bacau           |
| 1982-83 | Stiinta Bacau           |
| 1983-84 | Stiinta Bacau           |
| 1984-85 | Stiinta Bacau           |
| 1985-86 | Stiinta Bacau           |
| 1986-87 | Stiinta Bacau           |
| 1987-88 | CS Muresul Targu Mures  |
| 1988-89 | SCM Râmnicu Vâlcea      |
| 1989-90 | SCM Râmnicu Vâlcea      |
| 1990-91 | SCM Râmnicu Vâlcea      |
| 1991-92 | Stiinta Bacau           |
| 1992-93 | SCM Râmnicu Vâlcea      |
| 1993-94 | SCM Râmnicu Vâlcea      |
| 1994-95 | SCM Râmnicu Vâlcea      |
| 1995-96 | SCM Râmnicu Vâlcea      |
| 1996-97 | SCM Râmnicu Vâlcea      |
| 1997-98 | SCM Râmnicu Vâlcea      |
| 1998-99 | SCM Râmnicu Vâlcea      |
| 1999-00 | SCM Râmnicu Vâlcea      |
| 2000-01 | Silcotub Zalau          |
| 2001-02 | SCM Râmnicu Vâlcea      |
| 2002-03 | Rapid Bucarest          |
| 2003-04 | Silcotub Zalau          |
| 2004-05 | Silcotub Zalau          |
| 2005-06 | Rulmentul Brasov        |
| 2006-07 | SCM Râmnicu Vâlcea      |
| 2007-08 | SCM Râmnicu Vâlcea      |
| 2008-09 | SCM Râmnicu Vâlcea      |
| 2009-10 | SCM Râmnicu Vâlcea      |
| 2010-11 | SCM Râmnicu Vâlcea      |
| 2011-12 | SCM Râmnicu Vâlcea      |
| 2012-13 | SCM Râmnicu Vâlcea      |
| 2013-14 | Minaur Baia Mare        |
| 2014-15 | CSM București           |
| 2015-16 | CSM București           |
| 2016-17 | CSM București           |
| 2017-18 | CSM București           |
| 2018-19 | SCM Râmnicu Vâlcea      |
| 2019–20 | No terminó              |
| 2020-21 | CSM București           |
| 2021-22 | Rapid Bucarest          |
| 2022-23 | CSM București           |
| 2023-24 | CSM București           |

## Palmarés por equipo
| Equipos                 | Veces campeón | Temporadas |
| ----------------------- | ------------- | --- |
| SCM Râmnicu Vâlcea      | 20            | 1988–89, 1989–90, 1990–91, 1992–93, 1993–94, 1994–95, 1995–96, 1996–97, 1997–98, 1998–99, 1999-00, 2001–02, 2006–07, 2007–08, 2008–09, 2009–10, 2010–11, 2011–12, 2012–13, 2018–19 |
| Universitatea Timișoara | 10            | 1963–64, 1965–66, 1967–68, 1968–69, 1969–70, 1971–72, 1974–75, 1975–76, 1976–77, 1977–78                                                                                           |
| Știința Bacău           | 9             | 1978–79, 1979–80, 1981–82, 1982–83, 1983–84, 1984–85, 1985–86, 1986–87, 1991–92 |
| CSM București           | 7             | 2014-15, 2015-16, 2016-17, 2017-18, 2020-21, 2022-23, 2023-24 |
| Rapid București         | 6             | 1960–61, 1961–62, 1962–63, 1966–67, 2002–03, 2021-22 |
| HC Zalău                | 3             | 2000–01, 2003–04, 2004–05 |
| Universitatea București | 3             | 1959–60, 1964–65, 1970–71 |
| Corona Brașov           | 2             | 1980–81, 2005–06 |
| IEFS București          | 2             | 1972–73, 1973–74 |
| Minaur Baia Mare        | 1             | 2013–14 |
| Mureșul Târgu Mureș     | 1             | 1987–88 |
| Progresul București     | 1             | 1958–59 |